# Asheville
Asheville ist eine City im Buncombe County im US-Bundesstaat North Carolina. Sie stellt das Zentrum (engl. principal city) der Metropolregion Asheville dar. Das U.S. Census Bureau ermittelte bei der Volkszählung 2020 eine Einwohnerzahl von 94.589.

## Geographie
Asheville liegt an der Mündung des Swannanoa River in den French Broad River am westlichen Ende von North Carolina, nahe der Grenze zu Tennessee im Herzen der Blue Ridge Mountains.

## Einwohnerentwicklung
| Jahr | Einwohner¹ |
| ---- | ---------- |
| 2000 | 73.989     |
| 2010 | 83.418     |
| 2016 | 89.121     |
| 2020 | 94.589     |

¹ 1980–2020: Volkszählungsergebnisse

## Geschichte
Am 27. Januar 1798 wurde Asheville in die Vereinigten Staaten aufgenommen.
Bis zum Jahr 1880, dem Anschluss an die Eisenbahn, war die Stadt sehr abgelegen, da sie nur über eine Straßenverbindung durch Tennessee erreichbar war. Zwischen 1888 und 1895 wurde das Biltmore House auf dem Biltmore Estate erbaut, dem damals mit einer Gesamtfläche von 8000 Acre (ca. 32 Quadratkilometer) größten privaten Anwesen in den USA. Das Herrenhaus hat eine Wohnfläche von 175.000 Quadratfuß (ca. 16.260 m²). 1905 erbaute Rafael Guastavino die Basilika St. Laurentius mit dem größten elliptischen Kuppeldach Nordamerikas und wurde hier später beigesetzt. 1929 erschien der Roman „Look Homeward, Angel!“ von Thomas Wolfe, in dem sich die Bürger von Asheville (=Altamont) auf ähnliche Weise wiedererkannten wie die Lübecker in Thomas Manns Buddenbrooks und auf ähnliche Weise darüber nicht nur glücklich waren. 1938 wurde Wolfe, der berühmteste Sohn der Stadt, auf dem Friedhof von Asheville, den damals noch einige Plastiken seines Vaters schmückten, beigesetzt.
Im September 2024 wurde Asheville während der Atlantischen Hurrikansaison 2024 von Hurrikan Helene schwer getroffen.

## Bildung
Asheville ist Standort der University of North Carolina at Asheville. Von 1933 bis 1957 bestand östlich der Stadt das Black Mountain College, an das seit 1993 ein Museum in Asheville erinnert.

## Politik

### Partnerstädte
Asheville hat sechs Partnerstädte:
- Karpenisi in Griechenland
- San Cristóbal de las Casas in Mexiko
- Saumur in Frankreich
- Valladolid in Yucatán, Mexiko
- Wladikawkas in Russland
- Osogbo in Nigeria

## Verkehr
18 km südlich des Stadtzentrums befindet sich der Asheville Regional Airport. Er liegt auf dem Gebiet des Ortes Fletcher.

## Persönlichkeiten

### Söhne und Töchter der Stadt
- Zebulon Vance (1830–1894), Politiker, 37. und 43. Gouverneur von North Carolina
- Thomas Wolfe (1900–1938), Schriftsteller
- Edward Johnston Alexander (1901–1985), Botaniker
- Dorothy Hansine Andersen (1901–1963), Ärztin, Hochschullehrerin und Forscherin
- Dan Moore (1906–1986), Politiker und 66. Gouverneur von North Carolina
- Richard M. Weaver (1910–1963), Anglist, Ideenhistoriker und Hochschullehrer
- Kenneth Noland (1924–2010), Künstler und Maler
- Murphy Anderson (1926–2015), Comiczeichner
- Lewis M. Branscomb (1926–2023), Physiker, Wissenschaftspolitiker und Industriemanager
- Joseph Tydings (1928–2018), Politiker
- Jack Ingram (1936–2021), Automobilrennfahrer
- Arthur Harper (1939–2004), Jazzmusiker
- Gerald Austin (* 1941), NFL-Schiedsrichter
- Bill Hendon (1944–2018), Politiker
- Andrea Lawrence (* 1946), Informatikerin und Hochschullehrerin
- Franklin Graham (* 1952), Sohn des bekannten evangelikalen Predigers Billy Graham
- Judy Clarke (* 1952), Strafverteidigerin
- Eliot Wadopian  (1958–2021), Kontrabassist
- Warren Haynes (* 1960), Rock- und Blues-Gitarrist
- Bellamy Young (* 1970), Schauspielerin
- Paul Schneider (* 1976), Schauspieler
- Karl Anderson (* 1980), Wrestler
- Noah Bendix-Balgley (* 1984), Geiger
- Chase Rice (* 1985), Countrysänger
- Sierra McCormick (* 1997), Schauspielerin
- Hannah Kepple (* 2000), Schauspielerin und Produzentin

### Persönlichkeiten, die in der Stadt lebten oder wirkten
- Daliah Lavi (1942–2017), israelische Sängerin, lebte seit Anfang der 1990er Jahre mit ihrem US-amerikanischen Ehemann in Asheville.
- Adam Joseph Copeland (* 1973), Profi-Wrestler („Edge“).
- Robert Moog (1934–2005), Entwickler und Erbauer des Moog-Synthesizers, lebte und arbeitete von 1989 bis zu seinem Tod in Asheville. Die von ihm wiedergegründete Firma Moog Music hat ihren Sitz in Asheville.

## Klimatabelle
|                       | Jan  | Feb  | Mär   | Apr  | Mai   | Jun   | Jul   | Aug   | Sep  | Okt  | Nov  | Dez  |   |         |
| Mittl. Tagesmax. (°C) | 8,1  | 10,0 | 15,1  | 19,9 | 23,9  | 26,9  | 28,3  | 27,8  | 24,9 | 20,2 | 15,2 | 10,2 | ⌀ | 19,3    |
| Mittl. Tagesmin. (°C) | −4,0 | −2,6 | 1,9   | 5,9  | 10,5  | 14,6  | 17,1  | 16,6  | 13,1 | 6,4  | 2,1  | −1,9 | ⌀ | 6,7     |
|                       |      |      |       |      |       |       |       |       |      |      |      |      |   |         |
| Niederschlag (mm)     | 82,6 | 99,3 | 117,6 | 85,3 | 112,5 | 107,4 | 114,8 | 119,1 | 98,3 | 91,2 | 91,2 | 89,4 | Σ | 1.208,7 |
|                       |      |      |       |      |       |       |       |       |      |      |      |      |   |         |
| Sonnenstunden (h/d)   | 5,7  | 6,4  | 7,2   | 8,4  | 8,5   | 8,9   | 8,3   | 7,3   | 6,9  | 7,1  | 6,0  | 5,4  | ⌀ | 7,2     |
|                       |      |      |       |      |       |       |       |       |      |      |      |      |   |         |
| Regentage (d)         | 7,6  | 7,9  | 9,4   | 7,7  | 9,8   | 8,7   | 10,0  | 9,9   | 7,7  | 7,2  | 7,3  | 7,6  | Σ | 100,8   |
|                       |      |      |       |      |       |       |       |       |      |      |      |      |   |         |
| Luftfeuchtigkeit (%)  | 73   | 70   | 68    | 66   | 75    | 79    | 82    | 84    | 84   | 78   | 75   | 74   | ⌀ | 75,7    |

| −4,0 |

| −2,6 |

| 1,9 |

| 5,9 |

| 10,5 |

| 14,6 |

| 17,1 |

| 16,6 |

| 13,1 |

| 6,4 |

| 2,1 |

| −1,9 |

| −4,0 |

| −2,6 |

| 1,9 |

| 5,9 |

| 10,5 |

| 14,6 |

| 17,1 |

| 16,6 |

| 13,1 |

| 6,4 |

| 2,1 |

| −1,9 |